# The Fly's Revenge
The Fly's Revenge è un cortometraggio muto del 1911 diretto da Frank Wilson.

## Trama
Una proposta di matrimonio è disturbata da una mosca fastidiosa. L'uomo cerca di ammazzarla ma finirà invischiato nella carta moschicida.

## Produzione
Il film fu prodotto dalla Hepworth.

## Distribuzione
Distribuito dalla Hepworth, il film - un cortometraggio di 122 metri - uscì nelle sale cinematografiche britanniche nell'ottobre 1911.
Si conoscono pochi dati del film che, prodotto dalla Hepworth, fu distrutto nel 1924 dallo stesso produttore, Cecil M. Hepworth. Fallito, in gravissime difficoltà finanziarie, il produttore pensò in questo modo di poter almeno recuperare il nitrato d'argento della pellicola.